# SPK (groupe)
Pour les articles homonymes, voir SPK.
SPK est un groupe australien de musique industrielle et bruitiste, originaire de Sydney, actif entre 1978 et 1988. Graeme Revell, qui devient plus tard un compositeur de musiques de films renommé à Hollywood, est l'un de ses membres.

## Histoire
Le groupe est né de la rencontre entre Revell (aussi connu sous le nom de Operator) et Neil Hill (Ne/H/il). Tous deux travaillaient dans un hôpital psychiatrique lorsqu'ils furent inspirés par le manifeste d'un collectif allemand marxiste radical connu sous le nom de Sozialistisches Patientenkollektiv (SPK)
. Ils reprirent plusieurs phrases tirées du dit manifeste dans leur premier enregistrement Slogun (1979). Dominik Guerin (Tone Generator) rejoignit le groupe en 1980.  Guerin et Revell enregistrèrent le premier album Information Overload Unit (1981) dans un squat de Vauxhall à Londres, durant les émeutes de Brixton, avec l'aide du frère de Revell, Ash (Mr. Clean) et Wilkins (basse/guitare). En 1982, après l'enregistrement du deuxième album, Leichenschrei, ils sont rejoints par Sinan Leong, qui avait à l'origine passé une audition pour un projet parallèle de SPK, Dance Macabre. Elle épouse Revell quelques années plus tard. Au cours de la première semaine de février 1984, alors qu'il venait d'avoir 28 ans, Neil Hill se suicide, deux jours avant que sa femme Margaret Nikitenko meure des suites de son anorexie.
Parmi les autres musiciens ayant travaillé avec SPK on peut citer Danny Rumor et David Virgin, qui figuraient sur les premiers enregistrements du groupe réalisés en 1979, James Pinker et Karel van Bergan, qui effectuèrent une tournée en 1982 avec Guerin et Revell, Brian « Lustmord » Williams, John Murphy de Forresta di Ferro (Kraang) et Derek Thompson, qui plus tard joua un temps avec The Cure, avant d'enregistrer sous le pseudonyme de Hoodlum Priest. Celui-ci affirma qu'il avait quitté SPK lorsque son fondateur Revell avait voulu suivre ce qu'il jugeait une voie plus commerciale. 
L'écrivain américain William S. Burroughs était un proche et un admirateur de SPK. La signification du sigle « SPK » est délibérément obscure ; les pochettes des albums laissent entrevoir plusieurs possibilités. La plus connue est Sozialistisches PatientenKollektiv, mais il y en a d'autres, comme Surgical Penis Klinik, System Planning Korporation, et SePuKku.
Leurs morceaux les plus remarquables se trouvent dans leurs premiers travaux : Information Overload Unit, Leichenschrei et AutoDaFe. On peut décrire la musique des débuts de SPK comme dérangeante et déroutante psychologiquement, en accord avec leur philosophie nihiliste et subversive. Leurs prestations en concert incluaient des vidéos jouées à l'envers (qu'on retrouve dans plusieurs de leurs clips), des performances artistiques trangressives avec des carcasses d'animaux et d'autres tentatives, généralement réussies, de mettre leur public mal à l'aise. Le groupe publie des manifestes radicaux, tels que DoKuments 1 et 2, The Post-Industrial Strategy, qui apparaît dans l'ouvrage publié par RE/Search, Industrial Culture Handbook (1983).
On peut noter une claire dichotomie entre l'indus originel de SPK (1979-1983) et la musique plus commerciale composée par Graeme Revell. En effet, ses productions ultérieures, comme Machine Age Voodoo (1984), sont plus proches du courant synthpop que de la musique industrielle, mais les textes très provocateurs l'empêcheront d'avoir du succès. Plus tard encore, le groupe se tourna vers un travail électronique orchestral proche de l'ambient, avec la sortie de Zamia Lehmanni: Songs of Byzantine Flowers en 1986.

## Discographie

### Albums studio
- 1981 : Information Overload Unit (LP/CD)

- 1987: Digitalis Ambigua: Gold & Poison - LP/CD
- 1988: Oceania - LP/CD

### Compilations
- 1983 : Auto-Da-Fé (LP/CD)  (11e du UK Indie[3])
- 1992 : Box (CD)

### Singles, EP, cassettes
- 1979 : No More/Kontakt/Germanik (single)
- 1979 : Factory/Retard/Slogun (single)
- 1979 : Mekano/Kontakt/Slogun (single)
- 1980 : Meat Processing Section (EP) (Slogun/Mekano)
- 1981 : See Saw/Chambermusik (single)
- 1981 : SoliPsiK (single)
- 1981 : At The Crypt (cassette)
- 1982 : Last Attempt at Paradise (cassette)
- 1983 : Dekompositiones (12 "EP)
- 1983 : From Science to Ritual (cassette)
- 1984 : Metal Dance (single) (91e des charts britanniques[4], 5e du UK Indie[3])
- 1984 : Junk Funk (single)
- 1985 : Flesh and Steel (single)
- 1986 : In Flagrante Delicto (single)
- 1987 : Off the Deep End (single)
- 1987 : Breathless (single)
- 1987 : Digitalis Ambigua: Gold and Poison (single)

## Filmographie
- 1982 : Despair (vidéo de SPK par Twin Vision)
- 1983 : Two Autopsy Films (vidéo de SPK par Twin Vision)
- 2008 : Despair (DVD de SPK (Twin Vision 1982) + bonus)